# Leichtathletik-Europameisterschaften 1969/10.000 m der Männer

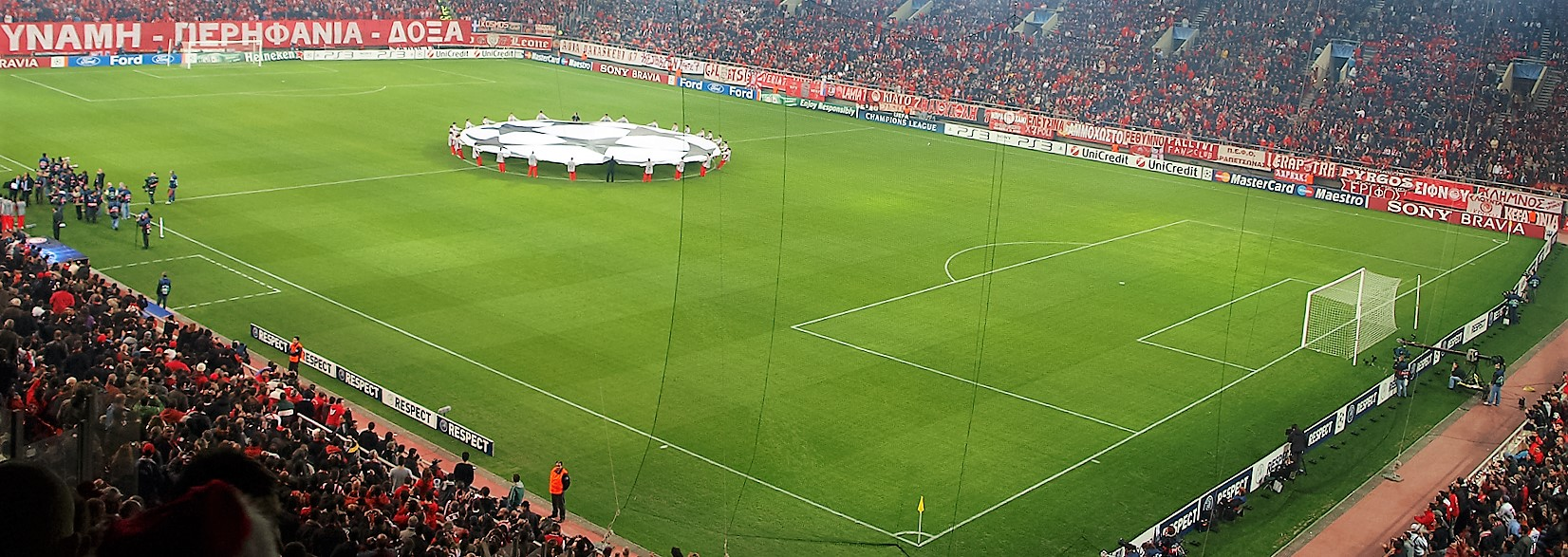
Das Karaiskakis-Stadion im Jahr 2009

Der 10.000-Meter-Lauf der Männer bei den Leichtathletik-Europameisterschaften 1969 wurde am 16. September 1969 im Athener Karaiskakis-Stadion ausgetragen.
Europameister wurde Titelverteidiger Jürgen Haase aus der DDR. Der Brite Mike Tagg errang Silber. Bronze ging an den sowjetischen Läufer Nikolai Swiridow.

## Bestehende Rekorde
| Weltrekord   | 27:39,4 min | Ron Clarke   | Oslo, Norwegen                                           | 14. Juli 1965   |
| Europarekord | 28:04,4 min | Jürgen Haase | Leningrad, Sowjetunion, (heute St. Petersburg, Russland) | 21. Juli 1968   |
| EM-Rekord    | 28:26,0 min | Jürgen Haase | EM Budapest, Ungarn                                      | 30. August 1966 |

Der bestehende Meisterschaftsrekord wurde bei diesen Europameisterschaften nicht erreicht. Europameister Jürgen Haase aus der DDR verfehlte mit seiner Siegerzeit von 28:41,6 min seinen eigenen Rekord um 15,6 Sekunden. Zu seinem eigenen Europarekord fehlten ihm 37,2 s, zum Weltrekord 1:02,2 min.

## Durchführung
In diesem Wettbewerb gab es keine Vorläufe, alle sechzehn Läufer traten gemeinsam zum Finale an.

## Finale

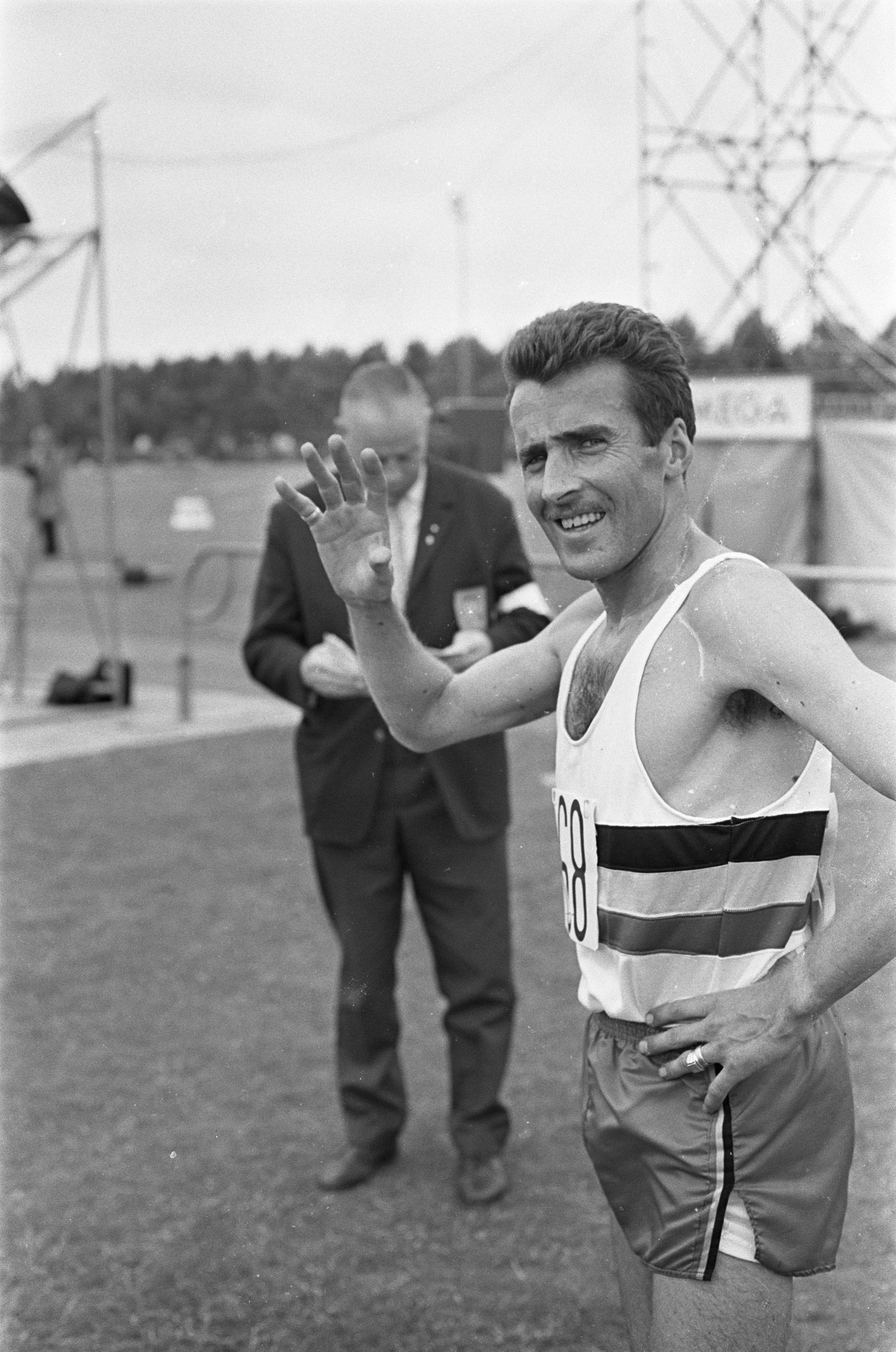
Gaston Roelants – unter anderem Olympiasieger 1964 über 3000 Meter Hindernis – belegte Rang fünf

16. September 1969, 22.00 Uhr
| Platz | Name             | Nation         | Zeit (min) |
| ----- | ---------------- | -------------- | ---------- |
| 1     | Jürgen Haase     | DDR            | 28:41,6    |
| 2     | Mike Tagg        | Großbritannien | 28:43,2    |
| 3     | Nikolai Swiridow | Sowjetunion    | 28:45,8    |
| 4     | Drago Žuntar     | Jugoslawien    | 28:46,0    |
| 5     | Gaston Roelants  | Belgien        | 28:49,8    |
| 6     | Michael Freary   | Großbritannien | 28:49,8    |
| 7     | René Jourdan     | Frankreich     | 28:57,0    |
| 8     | Georgi Tichow    | Bulgarien      | 29:04,0    |
| 9     | Noël Tijou       | Frankreich     | 29:15,2    |
| 10    | Danijel Korica   | Jugoslawien    | 29:16,0    |
| 11    | Giuseppe Cindolo | Italien        | 29:31,0    |
| 12    | Henri Le Pape    | Frankreich     | 29:41,2    |
| 13    | Edward Łęgowski  | Polen          | 29:41,6    |
| 14    | Janos Szerenyi   | Ungarn         | 29:49,8    |
| 15    | Dick Taylor      | Großbritannien | k. A.      |
| 16    | Denes Simon      | Ungarn         | k. A.      |

## Video
- EUROPEAN ATHLETICS 1969 ATHENS 10000 HAASE, youtube.com, abgerufen am 21. Juli 2022